# Manado
Manado város Celebesz szigetén, Indonéziában. Észak-Celebesz tartomány fővárosa, népessége megközelítőleg 417 000 fő. A város a Manado-öböl partján fekszik, tenger és hegyek övezik.

## Események
2009. május 11. és 15. között Manado adott otthont Világ-óceán konferenciának.

## Közigazgatás
Manado város kilenc kerületre van osztva.
- Malalayang
- Sario
- Wanea
- Wenang
- Tikala
- Mapanget
- Singkil
- Tuminting
- Mapanget

## Látnivalók
- Patung Yesus Memberkati

## Testvérvárosok
- Davao
- Zamboanga